# 高明駅
高明駅（コミョンえき）は、大韓民国忠清北道堤川市にある韓国鉄道公社の駅である。2017年現在、当駅に停車する旅客列車は存在しない。

## 利用可能な路線
- 韓国鉄道公社
  - 中央線

## 歴史
- 1971年12月1日：信号場として開業[1]。
- 1978年12月1日：普通駅に昇格[2][3]。
- 2008年1月1日：旅客営業中止。
- 2011年3月31日：堤川駅 - 嶋潭駅間複線電化工事完成[4][5]。
- 2017年12月18日：貨物取扱開始[6]。

## 隣の駅
韓国鉄道公社
中央線
堤川駅 - 高明駅 - (三谷駅) - (嶋潭駅) - 丹陽駅